# Rue Jean-Leclaire
La rue Jean-Leclaire est une voie située dans le quartier des Épinettes du 17e arrondissement de Paris.

## Situation et accès
La rue Jean-Leclaire est desservie par la ligne 13 aux stations Guy Môquet et Porte de Saint-Ouen, ainsi qu'à proximité par la ligne 3b du tramway d'Île-de-France.

## Origine du nom
Cette rue porte le nom de Jean Leclaire, patron d'une entreprise de peinture en bâtiment et militant social qui innova en faisant, le premier, participer ses employés à l'intéressement aux bénéfices.

## Historique
Cette rue a été formée à la fin du XIXe siècle par la réunion de deux impasses ouvertes en 1889, qui commençaient dans la rue Navier pour l'une et dans la rue de La Jonquière pour l'autre.
La rue a été prolongée en 1928 jusqu'au boulevard Bessières.

## Bâtiments remarquables et lieux de mémoire
- Le square des Épinettes, abritant une statue représentant Jean Leclaire.
- Le square Jean-Leclaire.
- Au No 14 : Georgius et Marcelle Irvin en 1934[2].